# Floriana
Floriana é uma povoação da ilha de Malta em Malta.
Foi assim baptizada pelo grão mestre da Ordem de Malta, António Manuel de Vilhena, em homenagem ao Conde de Vila Flor de quem era filho.